# Это экономика, дурачок

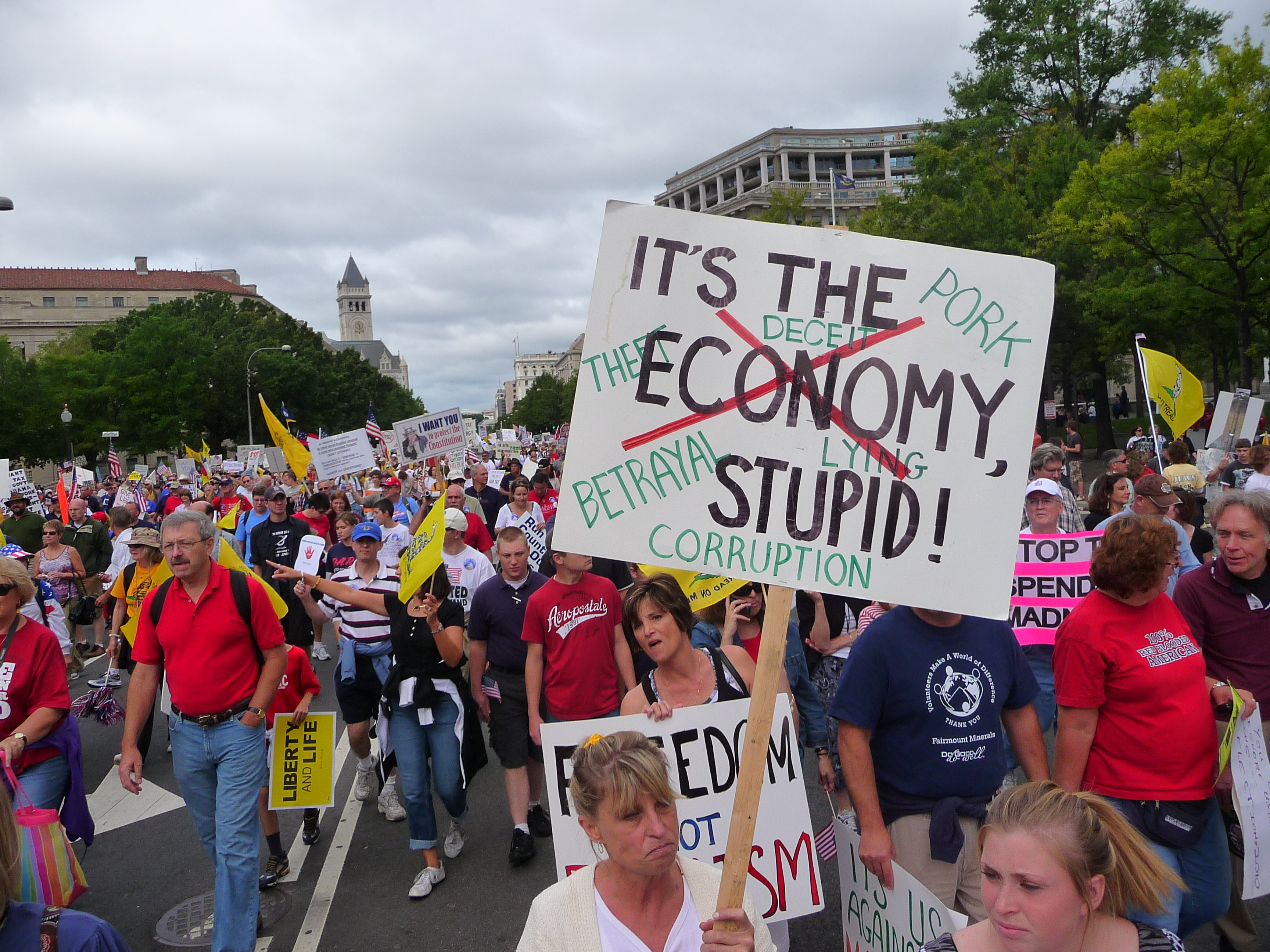
Митинг либертарианцев, на плакате — критика лозунга (2009 г.).

Э́то эконо́мика, дурачо́к (англ. It's the economy, stupid; или The economy, stupid!) — крылатая фраза, придуманная американским политическим стратегом Джеймсом Карвиллем в ходе президентской кампании Билла Клинтона в 1992 году. Была адресована работникам предвыборного штаба и являлась одним из трёх лозунгов, на которых они должны были сосредоточиться. Остальными двумя фразами были «Перемены против большего количества того же самого» и «Не забывайте о здравоохранении»).
Кампания Клинтона успешно использовала преобладавшую в то время рецессию в США как одну из средств кампании, чтобы победить действующего президента Джорджа Буша-старшего на выборах 1992 года. В марте 1991 года, через несколько дней после начала войны в Кувейте, 90 % опрошенных американцев одобрили работу президента Буша. Но в течение следующего года мнения американцев резко изменились: уже 64 % опрошенных американцев не одобряли работу Буша в августе 1992 года.

## История
Чтобы кампания оставалась актуальной, Карвилл повесил в предвыборном штабе Билла Клинтона в Литл-Роке вывеску, которая гласила:
1. Перемены против большего количества того же самого.
2. Экономика, дурачок!
3. Не забывайте о здравоохранении.

Хотя вывеска предназначалась для внутренней аудитории работников предвыборной кампании, вторая фраза де-факто стала лозунгом предвыборной кампании Клинтон.

## Наследие
Эта фраза стала клише, часто повторяемым в американской политической культуре. Обычно используется начинаясь со слова «это», затем подставляется нужное слово («Это дефицит, дурачок!», «Это корпорация, дурачок!», «Это математика, дурачок!» и «Это избиратели, дурачок!»).